# Buffalo Bills
I Buffalo Bills sono una squadra professionistica di football americano della NFL con sede a Buffalo. Competono nella East Division della American Football Conference. Dal 1972, i Bills disputano le loro gare interne al Highmark Stadium nel sobborgo di Buffalo Orchard Park e sono l'unica squadra della NFL che gioca le sue partite casalinghe nello Stato di New York, dal momento che i New York Giants e i New York Jets giocano a East Rutherford, nel New Jersey. Dalla stagione 2008 i Bills disputano una partita della stagione regolare a Toronto, come parte dell'accordo chiamato "Bills Toronto Series".
Sono l'unica squadra ad avere vinto quattro titoli di conference consecutivi e l'unica ad avere partecipato a quattro Super Bowl consecutivi, perdendoli tutti. La squadra è stata posseduta da Ralph Wilson dalla sua fondazione nel 1960 fino alla sua morte nel 2014 all'età di 95 anni. Nel settembre 2014 è stata acquistata da Terrence Pegula, già proprietario dei Buffalo Sabres della NHL. Tra le file dei Bills hanno militato alcuni dei giocatori più popolari della lega, tra cui Jack Kemp, Cookie Gilchrist, Bob Kalsu, O.J. Simpson, Bruce Smith, Jim Kelly, Thurman Thomas e Andre Reed. 
Al 2024, secondo la rivista Forbes, il valore dei Bills è di circa 4,2 miliardi di dollari, trentesimi tra le franchigie della NFL.

## Storia
I Bills iniziarono a giocare nel 1960 come membri fondatori della American Football League e si unirono alla NFL dopo la fusione tra le due leghe nel 1970. I Bills vinsero due campionati consecutivi della American Football League nel 1964 e 1965, ma da allora il club non ha più vinto alcun titolo. Dopo la fusione tra AFL e NFL, i Bills divennero la seconda formazione della storia della NFL a rappresentare la città, dopo i Buffalo All-Americans, una delle squadre fondatrici della lega. La città di Buffalo era uscita dalla NFL dopo che gli All-Americans (a un certo punto rinominati Bisons) cessarono le loro operazioni nel 1929.
I Bills ottennero tale nome come risultato di un concorso locale indetto da Michael Doucas (figlio del giocatore della NFL Sam Davies), ispirato agli ex Buffalo Bills della All-America Football Conference, una squadra che si era fusa con i Cleveland Browns nel 1950. Dal 1973, i Bills giocano le loro gare casalinghe al Ralph Wilson Stadium nella periferia di Buffalo a Orchard Park. Gli anni settanta della franchigia furono caratterizzati dalla presenza del running back O. J. Simpson, che stabilì diversi record NFL nelle corse e fu premiato come miglior giocatore della lega nel 1973.
Le annate migliori della storia della franchigia furono all'inizio degli anni novanta quando, guidati dall'allenatore Marv Levy e da un nucleo di futuri Hall of Famer come il quarterback Jim Kelly, il running back Thurman Thomas, il defensive end Bruce Smith e il wide receiver Andre Reed, divennero la prima e unica squadra della storia della NFL a raggiungere quattro Super Bowl consecutivi, venendo tuttavia sconfitti in ognuno di essi. Nel 1990 persero contro i New York Giants il Super Bowl XXV, sbagliando il field goal della vittoria a sette secondi dalla fine. L'anno successivo, nel Super Bowl XXVI persero contro i Washington Redskins, mentre le due stagioni seguenti uscirono perdenti sempre contro i Dallas Cowboys.
Dal 1994 al 1997 la squadra sperimentò un periodo di declino, fino all'arrivo del quarterback Doug Flutie che guidò la squadra a due apparizioni ai playoff consecutive nel 1998 e 1999. Dopo una stagione da 8-8 nel 2000, la squadra tagliò gli ultimi membri rimanenti dei suoi anni di gloria, Thurman Thomas, Andre Reed e Bruce Smith. Nel 2001, il proprietario della squadra Ralph Wilson annunciò il suo ritiro da presidente della squadra, lasciandola in mano a Tom Donahoe, un ex dirigente dei Pittsburgh Steelers. Tale mossa si rivelò disastrosa. Donahoe eliminò dalla franchigia quasi tutti i suoi giocatori di talento, sostituendoli con giocatori giovani e inesperti, consegnando il ruolo di quarterback a Rob Johnson. I Bills passarono dall'essere una squadra da playoff a un record di 31–49 durante i cinque anni di permanenza di Donahoe. I Bills non si sono più qualificati per i playoff dopo l'arrivo di Donahoe, nemmeno dopo il suo abbandono della squadra.
Nemmeno un ritorno di Marv Levy servì a risollevare le sorti della squadra, quando fece ritorno ai Bills dal 2005 al 2007. Nel 2008 la squadra firmò un accordo per disputare una partita casalinga all'anno nella vicina Toronto. Nel 2010, Buddy Nix fu nominato general manager della squadra. Questi assunse Chan Gailey come allenatore della squadra che giocò con Ryan Fitzpatrick in cabina di regia. Malgrado la firma del pregiato free agent Mario Williams, i Bills terminarono la stagione 2012 con un deludente record di 6-10, licenziando così Gailey e tagliando Fitzpatrick. Nel gennaio 2013 la squadra assunse Doug Marrone come nuovo allenatore che però concluse con un altro bilancio di 6-10 la sua prima annata. In quella seguente invece riportò la squadra al primo bilancio positivo dal 2004 terminando con 9 vittorie e 7 sconfitte. A fine stagione però, Marrone a sorpresa annunciò le proprie dimissioni, venendo sostituito da Rex Ryan.

## Apparizioni al Super Bowl
| Anno                     | Allenatore               | Super Bowl               | Città                    | Avversario               | Punteggio | Record |
| ------------------------ | ------------------------ | ------------------------ | ------------------------ | ------------------------ | --------- | ------ |
| 1990                     | Marv Levy                | XXV                      | Tampa                    | New York Giants          | S 19-20   | 15-4   |
| 1991                     | Marv Levy                | XXVI                     | Minneapolis              | Washington Redskins      | S 24-37   | 15-4   |
| 1992                     | Marv Levy                | XXVII                    | Pasadena                 | Dallas Cowboys           | S 17-52   | 14-6   |
| 1993                     | Marv Levy                | XXVIII                   | Atlanta                  | Dallas Cowboys           | S 13-30   | 14-5   |
| Totale Super Bowl vinti: | Totale Super Bowl vinti: | Totale Super Bowl vinti: | Totale Super Bowl vinti: | Totale Super Bowl vinti: | 0         | 0      |

## Stagione per stagione
Questa è la lista delle ultime 10 stagioni dei Bills.
| Cronistoria dei Buffalo Bills | Cronistoria dei Buffalo Bills | Cronistoria dei Buffalo Bills | Cronistoria dei Buffalo Bills | Cronistoria dei Buffalo Bills | Cronistoria dei Buffalo Bills | Cronistoria dei Buffalo Bills | Cronistoria dei Buffalo Bills | Cronistoria dei Buffalo Bills | Cronistoria dei Buffalo Bills | Cronistoria dei Buffalo Bills                                     |                              |
| Stagione di lega              | Stagione di squadra           | Lega                          | Conference                    | Division                      | Stagione regolare             | Stagione regolare             | Stagione regolare             | Stagione regolare             | Play-off | Premi individuali                                                 |                              |
| Stagione di lega              | Stagione di squadra           | Lega                          | Conference                    | Division                      | Pos.                          | V                             | S                             | P                             | Play-off | Premi individuali                                                 |                              |
| ----------------------------- | ----------------------------- | ----------------------------- | ----------------------------- | ----------------------------- | ----------------------------- | ----------------------------- | ----------------------------- | ----------------------------- | --- | ----------------------------------------------------------------- | ---------------------------- |
| 2015                          | 2015                          | NFL                           | AFC                           | East                          | 3                             | 8                             | 8                             | 0                             | non disputati |                                                                   |                              |
| 2016                          | 2016                          | NFL                           | AFC                           | East                          | 3                             | 7                             | 9                             | 0                             | non disputati |                                                                   |                              |
| 2017                          | 2017                          | NFL                           | AFC                           | East                          | 2                             | 9                             | 7                             | 0                             | S Wild Card Game contro i Jacksonville Jaguars (3-10) |                                                                   |                              |
| 2018                          | 2018                          | NFL                           | AFC                           | East                          | 3                             | 6                             | 10                            | 0                             | non disputati |                                                                   |                              |
| 2019                          | 2019                          | NFL                           | AFC                           | East                          | 2                             | 10                            | 6                             | 0                             | S Wild Card Game contro gli Houston Texans (19-22) |                                                                   |                              |
| 2020                          | 2020                          | NFL                           | AFC                           | East                          | 1                             | 13                            | 3                             | 0                             | V Wild Card Game contro i Indianapolis Colts (27-24) V Divisional play-off contro i Baltimore Ravens (17-3) S AFC Championship contro i Kansas City Chiefs (38-24) | Brian Daboll viene premiato come assistente allenatore dell'anno. |                              |
| 2021                          | 2021                          | NFL                           | AFC                           | East                          | 1                             | 11                            | 6                             | 0                             | V Wild Card Game contro i New England Patriots (47-17) S Divisional play-off contro i Kansas City Chiefs (42-36)                                                   |                                                                   |                              |
| 2022                          | 2022                          | NFL                           | AFC                           | East                          | 1                             | 13                            | 3                             | 0                             | V Wild Card Game contro i Miami Dolphins (34-31) S Divisional play-off contro i Cincinnati Bengals (27-10)                                                         |                                                                   |                              |
| 2023                          | 2023                          | NFL                           | AFC                           | East                          | 1                             | 11                            | 6                             | 0                             | V Wild Card Game contro i Pittsburgh Steelers (31-17) S Divisional play-off contro i Kansas City Chiefs (27-24)                                                    | Damar Hamlin viene premiato come comeback player dell'anno.       |                              |
| 2024                          | 2024                          | NFL                           | AFC                           | East                          | 1                             | 13                            | 4                             | 0                             | V Wild Card Game contro i Denver Broncos (31-7) V Divisional play-off contro i Baltimore Ravens (27-25) S AFC Championship contro i Kansas City Chiefs (32-29)     | Josh Allen viene premiato come miglior giocatore dell'anno.       |                              |
| Totale                        | Totale                        | Totale                        | Totale                        | Totale                        | Totale                        | 486                           | 505                           | 8                             | Record di stagione regolare | Record di stagione regolare                                       | Record di stagione regolare  |
| Totale                        | Totale                        | Totale                        | Totale                        | Totale                        | Totale                        | 21                            | 22                            |                               | Record dei play-off | Record dei play-off                                               | Record dei play-off          |
| Totale                        | Totale                        | Totale                        | Totale                        | Totale                        | Totale                        | 507                           | 527                           | 8                             | Stagione regolare e play-off | Stagione regolare e play-off                                      | Stagione regolare e play-off |

Legenda
- Vittoria nel Super Bowl (dal 1966)
- Vittoria nella lega (1920-1969)
- Vittoria nella Conference

- Vittoria nella Division
- Qualificazione al Wild Card Game (dal 1978)
- V = Vittorie

- S = Sconfitte
- P = Pareggi
- T = Posizione a pari merito

## Giocatori importanti

### Membri della Pro Football Hall of Fame
Alla classe del 2017, undici tra giocatori, allenatori e dirigenti dei Buffalo Bills sono stati introdotti nella Pro Football Hall of Fame.
| Hall of Famer dei Buffalo Bills |                   |
| Anno                            | Giocatore         |
| 1985                            | O.J. Simpson      |
| 1999                            | Billy Shaw        |
| 2001                            | Marv Levy         |
| 2002                            | Jim Kelly         |
| 2003                            | James Lofton      |
| 2003                            | Joe DeLamielleure |
| 2007                            | Thurman Thomas    |
| 2009                            | Bruce Smith       |
| 2009                            | Ralph Wilson      |
| 2014                            | Andre Reed        |
| 2015                            | Bill Polian       |

### Numeri ritirati
L'unico numero ritirato per diversi anni è stato il 12 indossato da Kelly, anche se i Bills avevano altri numeri che non venivano più resi disponibili o a circolazione ridotta. L'11 maggio 2016 il club ha annunciato che il numero 78 di Bruce Smith sarebbe stato il secondo a essere ritirato. Il 30 ottobre 2018 fu ritirato il numero 34 di Thurman Thomas.
| Numeri ritirati dai Buffalo Bills |               |                |
| Numero                            | Ruolo         | Giocatore      |
| 12                                | Quarterback   | Jim Kelly      |
| 34                                | Running back  | Thurman Thomas |
| 78                                | Defensive end | Bruce Smith    |

Circolazione ridotta
- 15 Jack Kemp, QB, 1962–69
- 44 Elbert Dubenion, WR, 1960–68
- 66 Billy Shaw, OG, 1961–69
- 83 Andre Reed, WR, 1985–99 (Lee Evans III indossò il numero 83 con un permesso speciale)

### Formazione ideale del 50º anniversario
| Attacco                                                  | Attacco | Difesa            | Difesa |
| -------------------------------------------------------- | ------- | ----------------- | ------ |
| Jim Kelly                                                | QB      | Bruce Smith       | DE     |
| Thurman Thomas                                           | RB      | Tom Sestak        | DT     |
| Andre Reed                                               | WR      | Fred Smerlas      | DT     |
| Eric Moulds                                              | WR      | Darryl Talley     | LB     |
| James Lofton                                             | WR      | Mike Stratton     | LB     |
| Pete Metzelaars                                          | TE      | Cornelius Bennett | LB     |
| Jim Ritcher                                              | G       | Shane Conlan      | LB     |
| Ruben Brown                                              | G       | Butch Byrd        | CB     |
| Joe DeLamielleure                                        | G       | Nate Odomes       | CB     |
| Billy Shaw                                               | G       | George Saimes     | S      |
| Kent Hull                                                | C       | Henry Jones       | S      |
| Special Team                                             |         |                   |        |
| Steve Tasker (G), Steve Christie (PK), Brian Moorman (P) |         |                   |        |
| Allenatore                                               |         |                   |        |
| Marv Levy                                                |         |                   |        |

### Premi individuali
| MVP della NFL |                |       |
| Anno          | Giocatore      | Ruolo |
| 1973          | O.J. Simpson   | RB    |
| 1991          | Thurman Thomas | RB    |
| 2024          | Josh Allen     | QB    |

| Giocatore offensivo dell'anno |                |       |
| Anno                          | Giocatore      | Ruolo |
| 1973                          | O.J. Simpson   | RB    |
| 1991                          | Thurman Thomas | RB    |

| Difensore dell'anno |             |       |
| Anno                | Giocatore   | Ruolo |
| 1990                | Bruce Smith | DE    |
| 1995                | Bryce Paup  | LB    |
| 1996                | Bruce Smith | DE    |

| Rookie offensivo dell'anno |             |       |
| Anno                       | Giocatore   | Ruolo |
| 1970                       | Dennis Shaw | QB    |

| Rookie difensivo dell'anno |              |       |
| Anno                       | Giocatore    | Ruolo |
| 1979                       | Jim Haslett  | LB    |
| 1987                       | Shane Conlan | LB    |

| MVP del Pro Bowl |              |       |
| Anno             | Giocatore    | Ruolo |
| 1972             | O.J. Simpson | RB    |
| 1987             | Bruce Smith  | DE    |
| 1990             | Jim Kelly    | QB    |
| 1992             | Steve Tasker | KR    |

### Record di franchigia
Carriera
| Record in carriera |                |        |
| Categoria          | Giocatore      | Numero |
| Yard passate       | Jim Kelly      | 35.467 |
| TD passati         | Jim Kelly      | 237    |
| Yard ricevute      | Andre Reed     | 13.095 |
| TD su ric.         | Andre Reed     | 86     |
| Yard corse         | Thurman Thomas | 11.938 |
| TD su corsa        | Thurman Thomas | 87     |

Stagionali
| Record stagionali |              |        |      |
| Categoria         | Giocatore    | Numero | Anno |
| Yard passate      | Josh Allen   | 4.544  | 2020 |
| TD passati        | Josh Allen   | 34     | 2020 |
| Yard ricevute     | Stefon Diggs | 1.535  | 2020 |
| TD su ric.        | Bill Brooks  | 11     | 1995 |
| Yard corse        | O.J. Simpson | 2003   | 1973 |
| TD su corsa       | O.J. Simpson | 16     | 1975 |

Fonte:

## La Squadra
| Roster dei Buffalo Bills |
| --- |
| Quarterback - 17 Josh Allen - 6 Shane Buechele - 11 Mitchell Trubisky - 14 Mike White Running Back - 4 James Cook - 22 Ray Davis - -- Darrynton Evans - 41 Reggie Gilliam FB - 20 Frank Gore Jr. - 26 Ty Johnson Wide Receiver - 0 Keon Coleman - 19 K.J. Hamler - 5 Josh Palmer - -- Kaden Prather - -- Hal Presley - 1 Curtis Samuel - 10 Khalil Shakir - 80 Tyrell Shavers - -- Laviska Shenault - 89 Jalen Virgil Tight End - 84 Zach Davidson - -- Jackson Hawes - 86 Dalton Kincaid - 88 Dawson Knox - -- Keleki Latu Offensive Linemen - 70 Alec Anderson T - -- Jacob Bayer C - 79 Spencer Brown T - 67 Travis Clayton T - 73 Dion Dawkins T - 76 David Edwards G - 65 Mike Edwards T - 75 Richard Gouraige T - 68 Tylan Grable T - -- Kendrick Green G - -- Chase Lundt T - 66 Connor McGovern G - 64 O'Cyrus Torrence G - 74 Ryan Van Demark T - 62 Sedrick Van Pran-Granger C Defensive Linemen - 90 DeWayne Carter DT - 57 A.J. Epenesa DE - -- Hayden Harris DE - -- Landon Jackson DE - 92 DaQuan Jones DT - 93 Zion Logue DT - -- Larry Ogunjobi DT - 91 Ed Oliver DT - -- T.J. Sanders DT - 50 Gregory Rousseau DE - 56 Javon Solomon DE - -- Deone Walker DT Linebacker - 44 Joe Andreessen MLB - 43 Terrel Bernard MLB - -- Joey Bosa OLB - 58 Matt Milano OLB - 54 Baylon Spector OLB - 48 Edefuan Ulofoshio MLB - 42 Dorian Williams OLB Defensive Back - 47 Christian Benford CB - 24 Cole Bishop FS - 29 Brandon Codrington CB - 33 Te'Cory Couch CB - -- Darrick Forrest S - 31 Maxwell Hairston CB - 3 Damar Hamlin FS - -- Jordan Hancock CB - 25 Daequan Hardy CB - 46 Ja'Marcus Ingram CB - -- Dane Jackson CB - 7 Taron Johnson CB - 39 Cam Lewis CB - 9 Taylor Rapp SS - -- Dorian Strong CB - 27 Tre'Davious White CB Special Team - 2 Tyler Bass K - -- Jake Camarda P - 69 Reid Ferguson LS - -- Brad Robbins P Roster aggiornato al 27 aprile 2025 80 attivi, 0 inattivi, 0 nella squadra di allenamento |
| Legenda - I rookie sono in corsivo. - Il primo ruolo è il principale mentre gli eventuali successivi indicano i ruoli secondari. - (IR) sta per Injured Reserve ed indica la lista ristretta per un solo giocatore infortunato che può tornare ad allenarsi dopo la settimana 6 e a rientrare in prima squadra dopo che questa ha giocato 8 partite. - (NF-Inj.) / (NF-Ill.) stanno rispettivamente per Non-Football Injured e Non-Football Illness ed indicano le liste dove viene inserito un giocatore che ha un infortunio o una malattia non dipendente dal football americano. - (PUP) sta per Physically Unable to Perform ed indica la lista dove viene inserito un giocatore mentre è in attesa di recuperare la condizione fisica. Nella stagione regolare dopo la sesta partita giocata dalla propria squadra, il giocatore ha tempo tre settimane per riprendere ad allenarsi, più tre settimane aggiuntive dal suo rientro agli allenamenti per rientrare in prima squadra. |

## Staff

### Allenatori
| Legenda | Legenda                                                      |
| ------- | ------------------------------------------------------------ |
| PA      | Partite allenate                                             |
| V       | Vittorie                                                     |
| S       | Sconfitte                                                    |
| P       | Pareggio                                                     |
| V%      | Percentuale di vittorie                                      |
|         | Ha trascorso l'intera sua carriera da allenatore con i Bills |
|         | Eletto nella Pro Football Hall of Fame                       |

Note: Statistiche aggiornate a fine stagione 2024.
| Num.          | Nome           | Stagione/i | PA                | V                 | S                 | P                 | V%                | PA      | V       | S       | Successi | Note |
| Num.          | Nome           | Stagione/i | Stagione regolare | Stagione regolare | Stagione regolare | Stagione regolare | Stagione regolare | Playoff | Playoff | Playoff | Successi | Note |
| ------------- | -------------- | ---------- | ----------------- | ----------------- | ----------------- | ----------------- | ----------------- | ------- | ------- | ------- | --- | ---- |
| Buffalo Bills |                |            |                   |                   |                   |                   |                   |         |         |         | |      |
| 1             | Buster Ramsey  | 1960–1961  | 28                | 11                | 16                | 1                 | .411              | —       | —       | —       | |      |
| 2             | Lou Saban      | 1962–1965  | 56                | 36                | 17                | 3                 | .670              | 3       | 2       | 1       | 2 AFL Championships (1964, 1965) 2 UPI AFL Coach of the Year Awards (1964, 1965)                                                                    |      |
| 3             | Joe Collier    | 1966–1968  | 30                | 13                | 16                | 1                 | .450              | 1       | 0       | 1       | |      |
| 4             | Harvey Johnson | 1968       | 12                | 1                 | 10                | 1                 | .125              | —       | —       | —       | |      |
| 5             | John Rauch     | 1969–1970  | 28                | 7                 | 20                | 1                 | .268              | —       | —       | —       | |      |
| –             | Harvey Johnson | 1971       | 14                | 1                 | 13                | 0                 | .071              | —       | —       | —       | |      |
| –             | Lou Saban      | 1972–1976  | 61                | 32                | 28                | 1                 | .533              | 1       | 0       | 1       | |      |
| 6             | Jim Ringo      | 1976–1977  | 23                | 3                 | 20                | 0                 | .130              | —       | —       | —       | |      |
| 7             | Chuck Knox     | 1978–1982  | 73                | 37                | 36                | 0                 | .507              | 3       | 1       | 2       | 1 AP NFL Coach of the Year Award (1980) 1 Sporting News NFL Coach of the Year Award (1980) 1 Pro Football Weekly NFL Coach of the Year Award (1980) |      |
| 8             | Kay Stephenson | 1983–1985  | 36                | 10                | 26                | 0                 | .278              | —       | —       | —       | |      |
| 9             | Hank Bullough  | 1985–1986  | 21                | 4                 | 17                | 0                 | .190              | —       | —       | —       | |      |
| 10            | Marv Levy      | 1986–1997  | 182               | 112               | 70                | 0                 | .615              | 19      | 11      | 8       | 1 Sporting News NFL Coach of the Year Award (1988) 2 UPI NFL Coach of the Year Awards (1988, 1993)                                                  |      |
| 11            | Wade Phillips  | 1998–2000  | 48                | 29                | 19                | 0                 | .604              | 2       | 0       | 2       | |      |
| 12            | Gregg Williams | 2001–2003  | 48                | 17                | 31                | 0                 | .354              | —       | —       | —       | |      |
| 13            | Mike Mularkey  | 2004–2005  | 32                | 14                | 18                | 0                 | .438              | —       | —       | —       | |      |
| 14            | Dick Jauron    | 2006–2009  | 57                | 24                | 33                | 0                 | .421              | —       | —       | —       | |      |
| 15            | Perry Fewell   | 2009       | 7                 | 3                 | 4                 | 0                 | .429              | —       | —       | —       | |      |
| 16            | Chan Gailey    | 2010–2012  | 48                | 16                | 32                | 0                 | .333              | —       | —       | —       | |      |
| 17            | Doug Marrone   | 2013–2014  | 32                | 15                | 17                | 0                 | .469              | —       | —       | —       | |      |
| 18            | Rex Ryan       | 2015–2016  | 31                | 15                | 16                | 0                 | .484              | —       | —       | —       | |      |
| 19            | Anthony Lynn   | 2016       | 1                 | 0                 | 1                 | 0                 | .000              | —       | —       | —       | |      |
| 20            | Sean McDermott | 2017–      | 131               | 86                | 45                | 0                 | .656              | 14      | 7       | 7       | |      |

### Staff attuale
| Staff dei Buffalo Bills |
| --- |
| Organi dirigenziali - Proprietario/CEO/presidente – Terrence Pegula - Proprietaria – Kim Pegula - General manager – Brandon Beane - Assistente general manager – Brian Gaine - Direttore del personale dei giocatori – Terrance Gray - Consulente senior del GM/operazioni del football – Jim Overdorf - Dirigente senior – Lake Dawson - Consulente del personale senior – Malik Boyd - Co-direttore degli osservatori dei professionisti – Chris Marrow - Co-direttore degli osservatori dei professionisti – Curtis Rukavina - Vice presidente dell'amministrazione del football – Kevin Meganck - Direttore delle operazioni del football – Brendan Rowe - Dirigente del personale senior – Matt Bazirgan - Direttore dell'amministrazione della squadra – Matt Worswick Capo allenatore - Sean McDermott - Assistente c.a./defensive line – Eric Washington Altri allenatori - Preparatore atletico – Eric Ciano - Assistente p.a. – Will Greenberg - Assistente p.a. – Nick Lacy - Assistente p.a. – Hal Luther - Assistente p.a. – Jason Oszvart Allenatori dell'attacco - Coordinatore offensivo – Ken Dorsey - Quarterback – Joe Brady - Assistente quarterback/gestione gara – Marc Lubick - Running back – Kelly Skipper - Wide receiver – Adam Henry - Tight end – Rob Boras - Offensive line – Aaron Kromer - Assistente attacco/offensive line – Austin Gund - Assistente attacco senior – Mike Shula - Controllo qualità attacco – Kyle Shurmur Allenatori della difesa - Assistente difesa senior – Al Holcomb - Assistente defensive line – Marcus West - Linebacker – Bobby Babich - Defensive back/coordinatore gioco sui passaggi – John Butler - Safety – Joe Danna - Controllo qualità difesa – Jaylon Finner Allenatori dello special team - Coordinatore special team – Matthew Smiley - Assistente special team – Cory Harkey |